# Chorebus alecto
Chorebus alecto är en stekelart som först beskrevs av Morley 1924.  Chorebus alecto ingår i släktet Chorebus och familjen bracksteklar. Arten är reproducerande i Sverige. Inga underarter finns listade i Catalogue of Life.